# Casas Ibáñez
Pour les articles homonymes, voir Casas et Ibáñez.
Casas Ibáñez est une commune d'Espagne de la province d'Albacete dans la communauté autonome de Castille-La Manche.

## Géographie
Capitale de la Manchuela (petite Mancha), la commune est située à 50 km d’Albacete et à 110 km de Valencia. D’une superficie de 102,94 km², son altitude est de 707 mètres. Casas-Ibanez compte plus de 4 000 habitants et connaît une augmentation régulière de sa population depuis une trentaine d’année.

## Administration
| Période                                  | Période | Identité | Étiquette | Qualité |
| ---------------------------------------- | ------- | -------- | --------- | ------- |
| Les données manquantes sont à compléter. |         |          |           |         |
|                                          |         |          |           |         |